# Championnats de France de triathlon cross 2019
Navigation
2018 2020
Les championnats de France de triathlon cross 2019, ont lieu à Bouzigues dans l'Herault le 9 juin 2019.

## Résumé de course
Le petit village de Bouzigues dans l'Hérault connu pour ses huitres accueille ce Championnat de France de Cross Triathlon 2019. Organisé par Loupian Tri Nature, 168 concurrents des deux catégories (homme et femme) se sont élancés ce dimanche matin 9 juin au bord de l’Etang de Thau.
Sortie premier de l'épreuve de natation Pierrick Page suivi par Mathurin Boutte et Anthony Pannier. Chez les femmes, Jessica Harrison se met en position de force pour la suite en sortant avec plus de deux minutes d’avance sur Alizée Patiès et Magali Moreau.
Le parcours VTT sur les hauteurs de Bouzigues voit Arthur Forissier revenir très rapidement sur les trois hommes de têtes pour finir la partie cyclisme-nature avec plus de deux minutes d’avance sur Mathurin Boutte. Côté féminin, les trois sortis de l'eau en première position se livrent une bataille sérieuse, mais cette fois c'est Alizée Patiès qui terminera première de cette épreuve avec une avance confortable sur Magali Moreau et Jessica Harrison.
Arthur Forissier augmente son avance à un rythme d'enfer dans la partie en course à pied, il finira au moins six minutes devant Mathurin Boutte et Pierrick Page. Chez les femmes, Alizée Patiès ne faiblira pas sur les sentiers balisés et remportera l'épreuve devant Magali Moreau et Jessica Harrison.

## Résultats
Les tableaux présentent le podium du classement général. La course s'est déroulée sur une seule épreuve mixte.
| Place              | Triathlète       | Temps           |
| ------------------ | ---------------- | --------------- |
| Médaille d'or      | Arthur Forissier | 2 h 7 min 57 s  |
| Médaille d'argent  | Mathurin Boutte  | 2 h 13 min 50 s |
| Médaille de bronze | Pierrick Page    | 2 h 14 min 13 s |

| Place              | Triathlète       | Temps           |
| ------------------ | ---------------- | --------------- |
| Médaille d'or      | Alizée Patiès    | 2 h 33 min 23 s |
| Médaille d'argent  | Magali Moreau    | 2 h 34 min 43 s |
| Médaille de bronze | Jessica Harrison | 2 h 44 min 31 s |